# Achada Falcão
Achada Falcão es una villa caboverdiana del municipio de Santa Catarina.

## Geografía
La villa está situada en la isla de Santiago.